# Hajnzturm
Hajnzturm är ett berg i Österrike. Det ligger i den sydöstra delen av landet, 250 km sydväst om huvudstaden Wien. Toppen på Hajnzturm är 1 672 meter över havet.
Terrängen runt Hajnzturm är bergig åt nordväst, men åt sydost är den kuperad. Närmaste större samhälle är Ferlach, 11,0 km norr om Hajnzturm. 
I omgivningarna runt Hajnzturm växer i huvudsak blandskog. Runt Hajnzturm är det mycket glesbefolkat, med 5 invånare per kvadratkilometer.